# Heckler & Koch VP9
A Heckler & Koch VP9 (conhecida como SFP9 na Europa e no Canadá) é uma pistola semiautomática de percussor lançado com armação de polímero. A designação VP no nome refere-se a "Volkspistole", que se traduz em "pistola do povo", enquanto SFP significa "striker-fired pistol" (em português: "pistola disparada por percussor"). O "9" representa a designação do calibre 9mm. A VP9 é a terceira pistola com sistema de percussor lançado que a HK produziu. Uma variante da VP9, a VP40, utiliza o cartucho .40 S&W; a  VP40 é conhecida como SFP40 na Europa e no Canadá.

## História

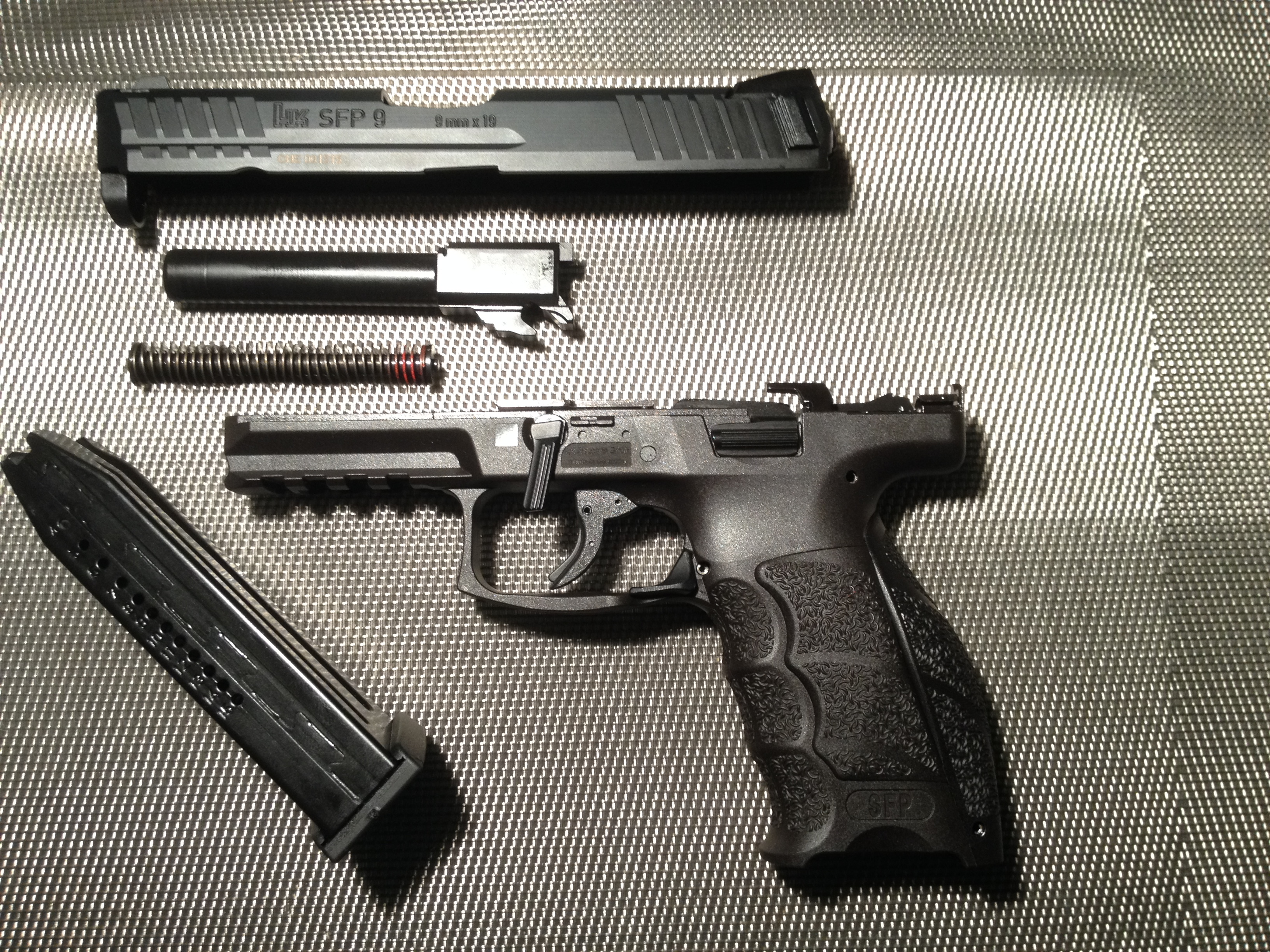
Uma HK SFP9 desmontada

Segundo a fabricante, Heckler & Koch (HK), a pistola estava em desenvolvimento por mais de quatro anos antes do seu lançamento em junho de 2014. Originalmente, ela foi projetada a pedido da Polícia do Estado da Baviera, para substituir a HK P7. Como a HK tem uma longa história com pistolas de percussor lançado, eles decidiram atualizar sua formação com um sistema de percussor recém-projetado que dá a suas pistolas uma sensação de gatilho de estágio único com um curso leve, sem muitos agarres.

## Detalhes do design
A VP9 é uma pistola com sistema de percussor lançado que apresenta um trilho Picatinny, controles ambidestros, cano poligonal forjado a martelo e talas de empunhadura traseiras e laterais alteráveis para tornar o cabo da pistola personalizável para a mão de qualquer atirador, com 27 opções de configuração de cabo. Ela estava em desenvolvimento há mais de quatro anos e é a primeira pistola com sistema de percussor lançado da Heckler & Koch desde que as pistolas da série P7 foram introduzidas na década de 1980. As pistolas são fabricadas na fábrica de Oberndorf da Heckler & Koch, no sudoeste da Alemanha.
A maioria das armas com sistema de percussor lançado tem uma puxada antes do deslocamento que aumenta de peso à medida que o atirador puxa o gatilho para trás. O gatilho da VP9 possui uma folga pequena e leve com uma quebra sólida do tipo de ação simples, seguida de um pequeno reset positivo. O peso médio da puxada do gatilho é de 2,3 kg. A desmontagem não envolve liberar o percussor pressionando o gatilho.
Tanto a VP9 quanto a VP40 usam o design ergonômico de cabo da Heckler & Koch, que inclui três talas traseiras e seis talas laterais de empunhadura alteráveis, o que permite que a pistola se adapte a todos e quaisquer tamanhos de mãos. As ranhuras moldadas para dedos, na frente do cabo, também posicionam instintivamente a mão do atirador para um tiro ideal.
Embora influenciada por outros modelos da HK, a VP9 possui algumas inovações próprias. Os controles são completamente ambidestros. O retém do ferrolho está presente em ambos os lados da armação e o retém do carregador pode ser facilmente ativado por atiradores canhotos ou destros.
Um novo recurso são o os suportes de engatilhamento patenteados da HK. Eles são componentes simples, montados em cada lado da parte traseira do ferrolho e fornecem uma melhor empunhadura para puxar o ferrolho para trás. Os suportes de engatilhamento aceleram o recarregamento e facilitam a operação da VP9 para atiradores com força reduzida nas mãos. As pistolas VP usam os mesmos carregadores de aço que a Heckler & Koch P30, nas configurações de capacidade de 15 e 10 cartuchos.
A VP9 possui um trilho Picatinny MIL-STD-1913 estendido, moldado em sua armação de polímero para a montagem de lanternas e acessórios. O trilho foi testado e certificado para lidar com os acessórios mais pesados devido ao seu tamanho completo, o que aumenta a rigidez. Essa rigidez oferece à VP9 capacidades superiores em comparação com alguns de seus concorrentes de polímeros cujas armações flexionam sob uso e não suportam o peso de algumas das lanternas de médio a grande tamanho.
Nos Estados Unidos, a VP9 está disponível em varejos como um pacote padrão (mira padrão de três pontos e dois carregadores incluídos) ou como um pacote "LE" (Law Enforcement) (miras noturnas de trítio e três carregadores incluídos). As miras noturnas são a Meprolight Tru-Dot.[carece de fontes?] No final de 2018, a HK introduziu a VP9-B ("B" para "botão"), equipada com um retém do carregador de botão, em resposta às preferências do mercado americano. Em janeiro de 2020, a HK atualizou o design da VP9 com um corte no ferrolho para a montagem de miras red dot de pistola, novos carregadores de maior capacidade de 17 cartuchos, para substituir os carregadores de 15 cartuchos, e miras de ferro com a alça na cor preta, substituindo a configuração anterior de três pontos, tudo como novos recursos padrão da pistola.

## Variantes europeias
As variantes da VP9 disponíveis na Europa incluem:
- SFP9-SF: Devido às suas características de gatilho, a variante SFP9-SF é comercializada pela Heckler & Koch como uma pistola das Forças Especiais e não como uma pistola de serviço policial. A SFP9-SF possui um deslocamento do gatilho de aproximadamente 6 mm (0,2"), reset relativamente curto de 3 mm (0,1") e puxada de gatilho de aproximadamente 24 N (5,4 lbf) com um revestimento marítimo da marinha.[11]
- SFP9-TR: As Especificações Técnicas (TR) da polícia alemã (Technische Ritchlinie Pistolen im Kaliber 9mm x 19, Revisão de Janeiro de 2008) para obter uma certificação de serviço da polícia alemã exigem uma primeira puxada do gatilho de ≥30 N (6,7 lbf), um deslocamento do gatilho de ≥10 mm (0,4") e um reset do gatilho de ≥4 mm (0,2").[12] A SFP9-TR tem um deslocamento do gatilho de aproximadamente 11 mm (0,4") com um reset do gatilho de 5 mm (0,2") e uma puxada do gatilho de aproximadamente 30 a 35 N (6,7 a 7,9 lbf) para acomodar a legislação alemã em pistolas de serviço policial.[13]
- SFP9-M: Variante marítima com revestimento especial resistente à água salgada (arma totalmente utilizável de acordo com o teste de spray de sal da OTAN e teste de água salgada a longo prazo conforme os requisitos da AC225)[1] e capacidade OTB (Over The Beach).[14]
- SFP9-OR: OR significa "pronta para óptica", a variante usa o mesmo gatilho que a SFP9-SF.
- SFP9-SD: Variante silenciada (SD = Schalldämpfer).
- SFP9-SK: Variante com cano de 86 milímetros (3,4") (SK = Subkompakt).
- SFP9-L: Variante com cano de 127 milímetros (5") (L = Long).

## Variantes americanas

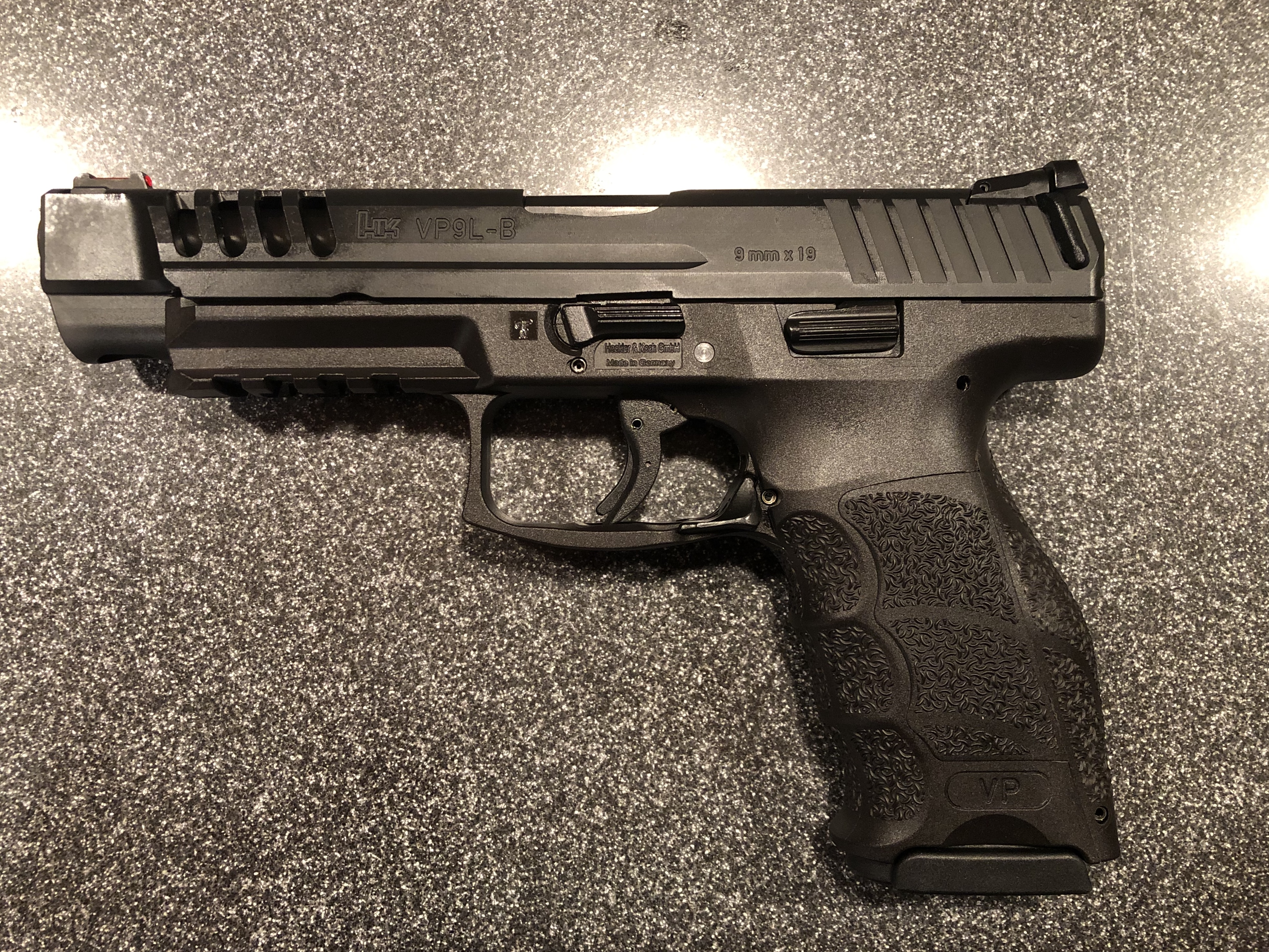
VP9 com kit de conversão de ferrolho longo

A VP9 do mercado americano está disponível em uma variedade de cores, incluindo preto, marrom-claro (FDE), cinza, verde-oliva e bronze da meia-noite.
- VP9SK: Variante subcompacta, é fornecida com dois carregadores de 10 cartuchos.
- VP9LE/VP9SKLE: Variante policial, que inclui um carregador adicional e miras noturnas de trítio.
- VP Tactical: Variante tática que inclui um cano rosqueado e miras noturnas; vem com três carregadores.
- VP9-B: Versão com retém do carregador em formato de botão.[15]
- VP9-L: Desde 2019, um "kit de conversão de ferrolho" está disponível. O kit converte uma VP9 ou VP9-B para um modelo com ferrolho longo,[16] equivalente à SFP9-L europeia.

## Utilizadores
- Alemanha

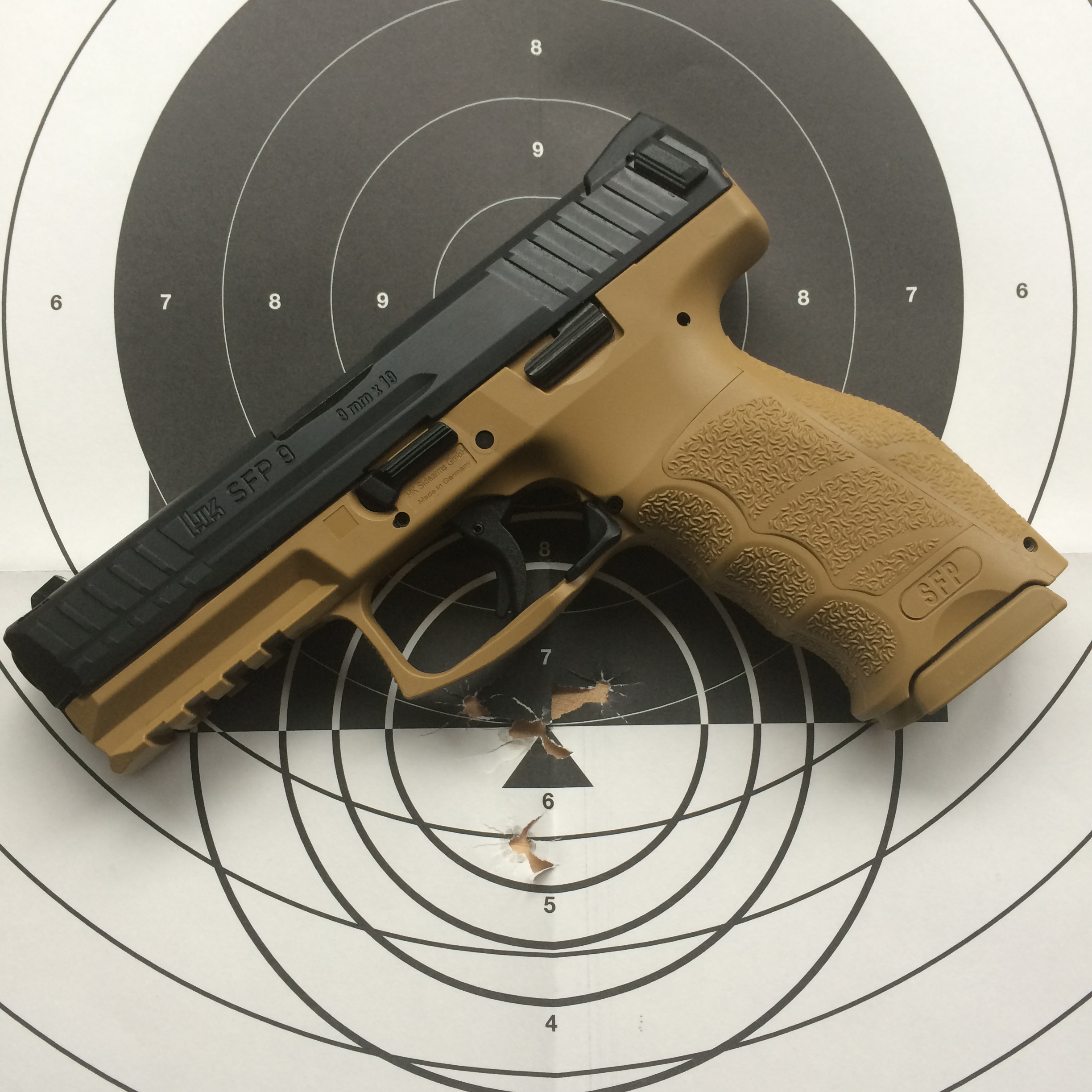
SFP9-SF na cor marrom-claro

  - Polícia do Estado da Baviera – Cerca de 40.000 unidades encomendadas. Os policiais serão equipados com a SFP9 até 2019.[17][18]
  - Polícia de Berlim – 24.000 pistolas SFP9-TR e 450 pistolas SFP9-SK (subcompacta) foram encomendadas em dezembro de 2017 com entregas em 2018.[19]
  - GSG 9 – A partir de 2018, a VP9 Tactical substituirá a antiga Heckler & Koch USP Tactical.[carece de fontes?]
  - Polícia Estadual da Baixa Saxônia – Aproximadamente 22.000 pistolas substituirão consecutivamente as antigas pistolas P2000.[20]
  - Polícia Estadual da Saxônia – Mais de 11.000 pistolas SFP9 encomendadas em 2015. As entregas ocorrerão de 2016 a 2018.[21]
  - Polícia Estadual de Brandemburgo – Aproximadamente 8.000 pistolas SFP9 substituindo a P228.[22]
  - Polícia Estadual de Mecklemburgo-Pomerânia Ocidental – 5.700 pistolas encomendadas.[23]
- Japão
  - Força Terrestre de Autodefesa do Japão – Futura arma secundária, substituindo a SIG P220.[24]
- Luxemburgo
  - Polícia Grã-Ducal – Aproximadamente 1.700 pistolas SFP9 substituindo o Smith & Wesson 686 a partir de 2017.[25]
- Estados Unidos
  - Departamento de Polícia de Phenix City, Alabama – 107 pistolas VP40 substituirão as pistolas Glock do departamento.[26]
  - Departamento de Polícia de Madison, Wisconsin – Os policiais podem optar por usar uma HK VP9 sobre outras ofertas da Glock.[27]
  - Departamento de Polícia de Whitehall Township, Pensilvânia[carece de fontes?]
  - Departamento de Polícia de Tukwila, Washington[carece de fontes?]
  - Departamento do Xerife do Condado de Clark, Nevada – Aprovada como arma de serviço.[carece de fontes?]
- Suíça 
  - Polícia Cantonal de Basileia-Cidade – 900 pistolas.[28][29]